# Upper Makefield
Upper Makefield è una township degli Stati Uniti d'America, nella contea di Bucks nello Stato della Pennsylvania. Secondo il censimento del 2010 la popolazione è di 8.190 abitanti.

## Società

### Evoluzione demografica
La composizione etnica vede una maggioranza di quella bianca (97,12%), seguita dagli asiatici (1,27%) dati del 2000.
| township di Upper Makefield Popolazione |       |
| 2000                                    | 7.180 |
| 2010                                    | 8.190 |